# Lunde (stacja kolejowa)
Lunde – stacja kolejowa w Lunde, w regionie Telemark w Norwegii, jest oddalona od Oslo Sentralstasjon o 177,48 km. Jest położona na wysokości 77,1 m n.p.m.

## Ruch dalekobieżny
Leży na linii Sørlandsbanen. Jest stacją obsługującą dalekobieżne połączenia z południowo-zachodnią i południową częścią kraju. Stacja przyjmuje sześć par połączeń dziennie do Kristiansand, Arendal i Stavanger.

## Obsługa pasażerów
Wiata, poczekalnia,  parking na 15 miejsc, autobus, ułatwienia dla niepełnosprawnych, postój taksówek.. Odprawa podróżnych odbywa się w pociągu.